# A Shot of Rhythm and Blues
"A Shot of Rhythm and Blues" is een nummer van de Amerikaanse zanger Arthur Alexander. In 1961 werd het nummer uitgebracht als single.

## Achtergrond
"A Shot of Rhythm and Blues" is geschreven door Terry Thompson. Het nummer heeft de term "rhythm and blues" in de titel, en wordt dan ook omschreven als een r&b-nummer. Het nummer bevat enkel bluesakkoorden en begint schijnbaar als een zogeheten 12-bar blues, maar wijkt vervolgens af van dit schema en blijkt uiteindelijk een origineler nummer te zijn. Het nummer werd in 1961 uitgebracht in de Verenigde Staten en in 1962 in het Verenigd Koninkrijk als de B-kant van de single "You Better Move On", dat in de Billboard Hot 100 tot plaats 24 kwam.

## Covers
"A Shot of Rhythm and Blues" is door een aantal artiesten gecoverd. Johnny Kidd and the Pirates brachten het in 1962 uit als single, maar deze versie behaalde de hitlijsten niet. In 1963 namen The Beatles het nummer drie keer op voor radioprogramma's van de BBC. De versie die op 27 augustus werd uitgezonden in het radioprogramma Pop Go The Beatles verscheen in 1994 op het album Live at the BBC. De versie die op 18 juni in hetzelfde programma werd uitgezonden verscheen in 2013 op het album The Beatles Bootleg Recordings 1963. Cilla Black nam het in juli 1963 in de Abbey Road Studios op voor haar auditie, waarna zij een contract kreeg bij Parlophone. In 1997 werd deze opname uitgebracht op het compilatiealbum The Abbey Road Decade: 1963-1973.
In 1975 zette Dave Edmunds een cover van "A Shot of Rhythm and Blues" op zijn album Subtle as a Flying Mallet. In Nederland werd het nummer uitgebracht als single en behaalde het onder de titel "Need a Shot of Rhythm and Blues" de twintigste plaats in de Tipparade. Daarnaast is het gecoverd door Clyde McPhatter, door Van Morrison en Linda Gail Lewis en door The Flamin' Groovies.